# Corylus
Corylus is een geslacht van bladverliezende heesters en bomen, van de gematigde streken van het noordelijk halfrond. Het geslacht wordt meestal in de berkenfamilie (Betulaceae) ondergebracht, hoewel sommige botanici er de voorkeur aan geven om het geslacht in een aparte familie te plaatsen, de hazelaarfamilie (Corylaceae).

## Uiterlijke kenmerken

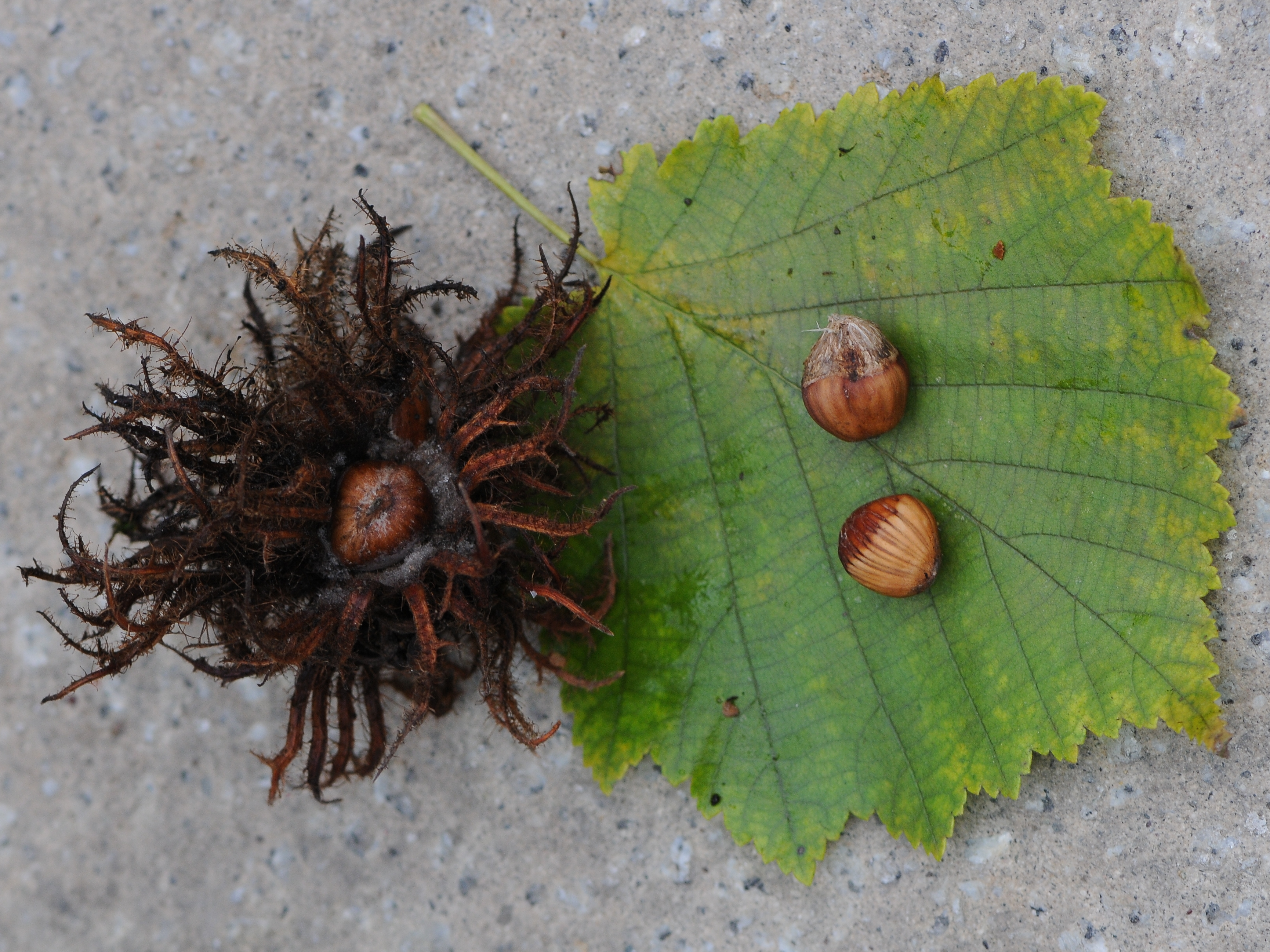
Blad en vruchten van de boomhazelaar (Corylus colurna)

De ronde bladeren hebben een dubbelgezaagde rand. De bloemen verschijnen al vroeg in het voorjaar, voor het verschijnen van de bladeren. De mannelijke katjes zijn zacht geel en 5-12 cm lang. De vrouwelijke katjes zijn erg klein, verborgen in de knoppen, terwijl alleen de rode 1-3 mm lange stijl zichtbaar is. De zaden zijn nootjes van 1-2,5 cm lang en 1-2 cm breed. De schil omgeeft de noot gedeeltelijk tot volkomen, en de vorm van de schil is belangrijk bij de determinatie van de soort.

## Soorten
Van onderstaande soorten komt alleen de gewone hazelaar (Corylus avellana) in België en Nederland in het wild voor.
- Corylus americana – Amerikaanse hazelaar
- Corylus avellana – Hazelaar
- Corylus chinensis – Chinese hazelaar
- Corylus colurna – Boomhazelaar, ook Turkse hazelaar genoemd
- Corylus cornuta
- Corylus ferox – Himalayahazel
- Corylus heterophylla – Aziatische hazelaar
- Corylus jacquemontii
- Corylus maxima – Lambertsnoot
- Corylus sieboldiana
- Corylus tibetica – Tibetaanse Hazelaar

Hiernaast bestaan verschillende hybriden, bijvoorbeeld Corylus ×colurnoides (Corylus avellana × Corylus colurna).

## Ecologie

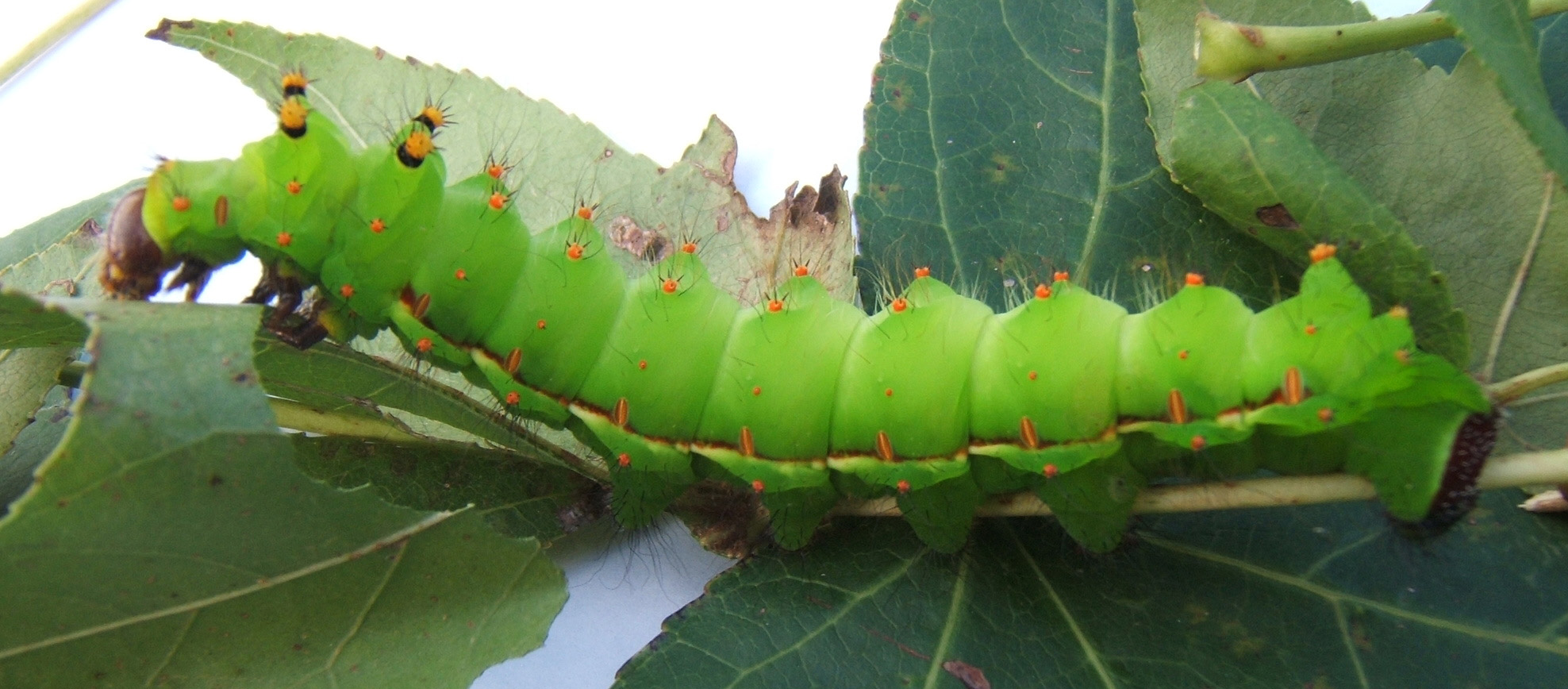
Rups van de maanvlinder

Bomen die tot het geslacht Corylus behoren zijn waardplanten voor de larven van de volgende vlindersoorten:
- Acleris variegana (een bladroller)
- Acrobasis coryliella
- Acrobasis sylviella
- Appeltak (Campaea margaritata)
- Bleke novemberspanner (Epirrita christyi)
- Bucculatrix demaryella (een bladmineerder)
- Coleophora badiipennella
- Dasychira dorsipennata
- Eikenblad(Gastropacha quercifolia)
- Eikenpage (Neozephyrus quercus)
- Esdoorntandvlinder(Ptilodon cucullina)
- Gerande spanner (Lomaspilis marginata)
- Grote Voorjaarsspanner (Agriopis marginaria)
- Grote wintervlinder (Erannis defoliaria)
- Herfstspanner (Epirrita dilutata)
- Hyalophora euryalus
- Hyena (Cosmia trapezina)
- Kleine slakrups(Heterogenea asella)
- Kleine wintervlinder (Operophtera brumata)
- Kleine zomervlinder (Hemithea aestivaria)
- Kortzuiger (Crocallis elinguaria) (waargenomen op hazelaar)
- Maanvlinder(Actias selene)
- Microblepsis manleyi
- Novemberspanner (Epirrita autumnata)
- Nunvlinder (Orthosia gothica) (waargenomen op hazelaar)
- Papilio canadensis
- Parachronistis albiceps
- Pericallia matronula
- Psi-uil (Acronicta psi)
- Schaapje (Acronicta leporina) (waargenomen op hazelaar)
- Sleedoornpage(Thecla betulae)
- Spaanse vlag (Euplagia quadripunctaria)
- Synanthedon spuleri
- Vuursteenvlinder (Habrosyne pyritoides)
- Wachtervlinder (Eupsilia transversa) (waargenomen op hazelaar)
- Wapendrager (Phalera bucephala)
- Zomervlinder (Geometra papilionaria)

## Gebruik

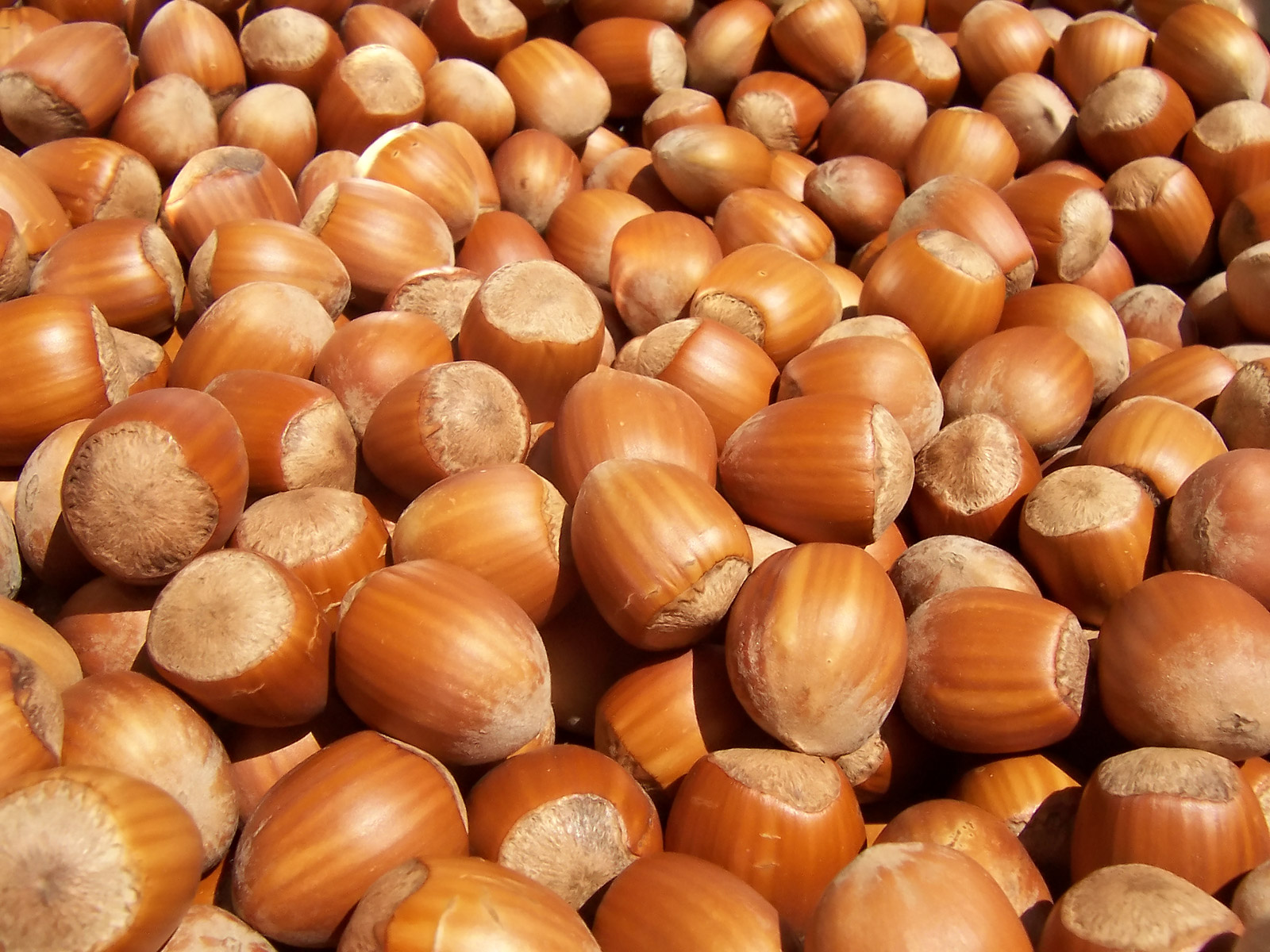
Hazelnoten van de hazelaar

De eetbare noten die hazelnoot genoemd worden zijn onder andere afkomstig van de hazelaar. Deze grote struik wordt veel om zijn noten aangeplant. Noten worden ook geoogst van Corylus filbert, de lambertsnoot (Corylus maxima) en enkele andere soorten. Ook de hazelnoten van de boomhazelaar (Corylus colurna) zijn eetbaar, maar zijn te klein en te moeilijk te pellen om economisch interessant te zijn.
Het hout werd traditioneel als hakhout gekweekt. De takken werden op het platteland wel als hekwerk gebruikt. De takken zijn taai maar buigzaam.
De boomhazelaar wordt in Europa en Noord-Amerika gekweekt als sierboom. De boom wordt tot 35 meter hoog. De rechtopgaande stam kan 1,5 meter dik worden. De boom kan moeilijke omstandigheden goed verdragen, waardoor hij de laatste decennia van de 20e eeuw ook in stedelijke gebieden populair is geworden.